# Morina polyphylla
Morina polyphylla är en kaprifolväxtart som beskrevs av Nathaniel Wallich och Dc. Morina polyphylla ingår i släktet Morina och familjen kaprifolväxter. Inga underarter finns listade i Catalogue of Life.